# Shane Rangi
Shane Rangi (3 febbraio 1969) è un attore e stuntman neozelandese.

## Biografia
Di origine maori, ha fatto il suo debutto cinematografico a 31 anni, recitando nel film Il Signore degli Anelli - La Compagnia dell'Anello, uscito nel 2001; ha anche lavorato nei sequel interpretando però diversi ruoli.
Sono seguiti altri film d'avventura, tra cui Le cronache di Narnia - Il principe Caspian.

## Filmografia parziale
- Il Signore degli Anelli - La Compagnia dell'Anello (2001)
- Il Signore degli Anelli - Le due torri (2002)
- Il Signore degli Anelli - Il ritorno del re (2003)
- King Kong (2005)
- Le cronache di Narnia - Il leone, la strega e l'armadio (2005)
- Le cronache di Narnia - Il principe Caspian (2008)
- Avatar (2009)
- Le cronache di Narnia - Il viaggio del veliero (2010)
- Pacific Rim - La rivolta (Pacific Rim: Uprising), regia di Steven S. DeKnight (2018)
- Avatar - La via dell'acqua (2022)